# Солнцево (Забайкальский край)
Со́лнцево — село в Шилкинского районе Забайкальского края. Входит в городское поселение «Первомайское».
В селе — железнодорожная станция Солнцевая Забайкальской железной дороги на Транссибирской магистрали.

## География
Расположено на левом берегу реки Ингоды, в месте пересечения Транссибирской магистрали с региональной автодорогой Р426 Нерчинск — Шилка — Могойтуй, в 11 км к северу от центра городского поселения, пгт Первомайский, и в 31 км к юго-западу от районного центра — города Шилка. С запада к селу подходит региональная автодорога от села Большая Тура, идущая по левому берегу Ингоды.

## История
Основано в 1913 году как разъезд № 206, который при строительстве двух путей был преобразован в станцию. В 1961 году построены железнодорожный мост через реку Ингоду и подъездной путь к пгт  Первомайский к Забайкальскому ГОКу. 

## Инфраструктура
Начальная общеобразовательная школа, детский сад.

## Население
| 2010 | 2021 |
| ---- | ---- |
| 279  | ↘228 |